# Grupo de La Haya

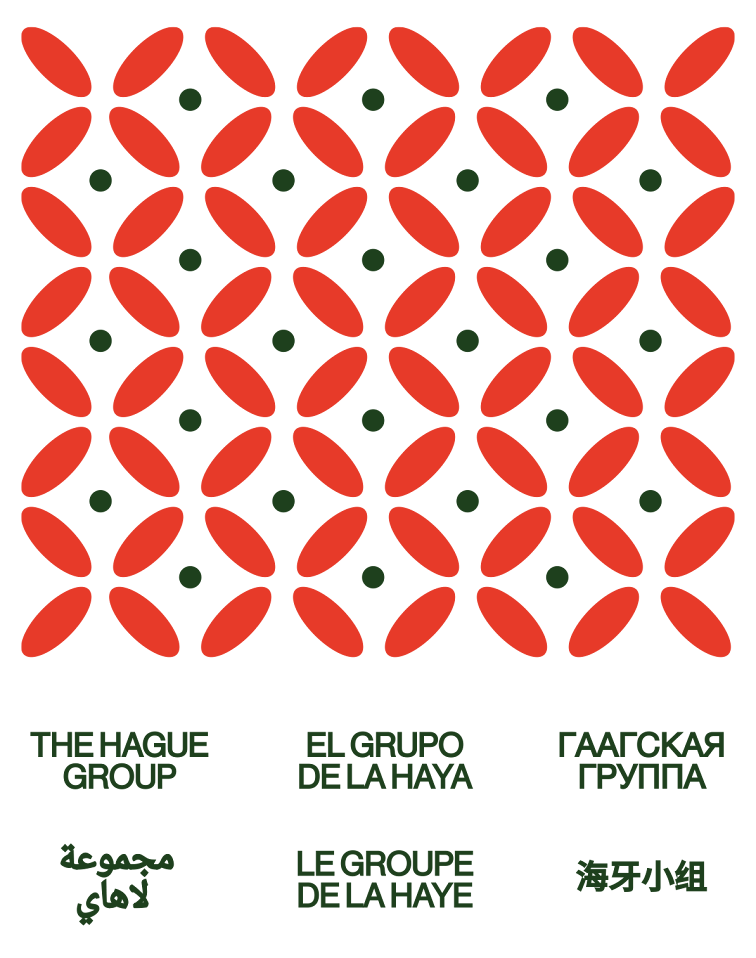
Logo oficial del grupo.

Mapa con los países miembros.

El Grupo de La Haya es un grupo de países pertenecientes al sur global, formado el 31 de enero de 2025, para proteger y defender los fallos de la Corte Internacional de Justicia (CIJ) y la Corte Penal Internacional (CPI) en relación con el conflicto israelí-palestino.

## Creación
El grupo, convocado por la Internacional Progresista, anunció su formación el 31 de enero de 2025. El grupo fue fundado por nueve estados miembros: Belice, Bolivia, Chile o Cuba, Colombia, Honduras, Malasia, Namibia, Senegal y Sudáfrica. El Grupo de La Haya está presidido por Varsha Gandikota-Nellutla, Co-coordinadora General de la Internacional Progresista.  Según su declaración inaugural, el grupo defiende las obligaciones nacionales de «poner fin a la ocupación israelí del Estado de Palestina y apoyar la realización del derecho inalienable del pueblo palestino a la autodeterminación, incluido el derecho a su Estado palestino independiente». 

## Resoluciones judiciales
El grupo hizo referencia a varias sentencias judiciales diferentes en su declaración inaugural, argumentando que las acciones de Israel constituyen genocidio y violaciones del derecho internacional. El grupo afirma que es deber legal de todos los Estados prevenir esos crímenes. Se refirieron a resoluciones de las Naciones Unidas, incluida la Resolución 418 del Consejo de Seguridad de las Naciones Unidas de 1977 que ordenaba un embargo de armas obligatorio contra Sudáfrica, para dar contexto.
Los miembros del grupo anunciaron su intención de apoyar a la Corte Penal Internacional (CPI) en relación con las órdenes de arresto que emitió contra el primer ministro israelí, Benjamin Netanyahu, y su ex ministro de defensa, Yoav Gallant, como parte de la investigación de la corte en Palestina por los acontecimientos ocurridos desde junio de 2014.
El grupo declaró que apoyaría la implementación de las medidas provisionales de enero, marzo y mayo de 2024 ordenadas por la Corte Internacional de Justicia (CIJ) en el caso de genocidio de Sudáfrica contra Israel y el fallo del 19 de julio de 2024 en el caso de la CIJ sobre la ocupación de los territorios palestinos por parte de Israel.

## Acciones
El Grupo declaró que celebraría una reunión de emergencia en Bogotá entre el 15 y el 16 de julio de 2025, durante la cual los Estados miembros anunciarían acciones concretas coordinadas para hacer cumplir el derecho internacional. Se esperaba que asistieran a la reunión representantes de más de veinte países, incluidos Brasil, China, Indonesia, Irlanda, Portugal, Qatar, España y Turquía.
El artículo de Middle East Eye que informó por primera vez sobre esta lista se actualizó posteriormente para incluir más de treinta países participantes previstos, además de México, Noruega y Pakistán, entre otros. Otro artículo de la misma publicación informó que se esperaba que el número de miembros del grupo creciera «en los próximos meses» mientras que Patrick Wintour de The Guardian afirmó el 15 de julio de 2025 que el Grupo de La Haya ya incluye a algunos de estos nuevos asistentes esperados a la reunión de Bogotá.